# Kochsmühle (Steinwiesen)

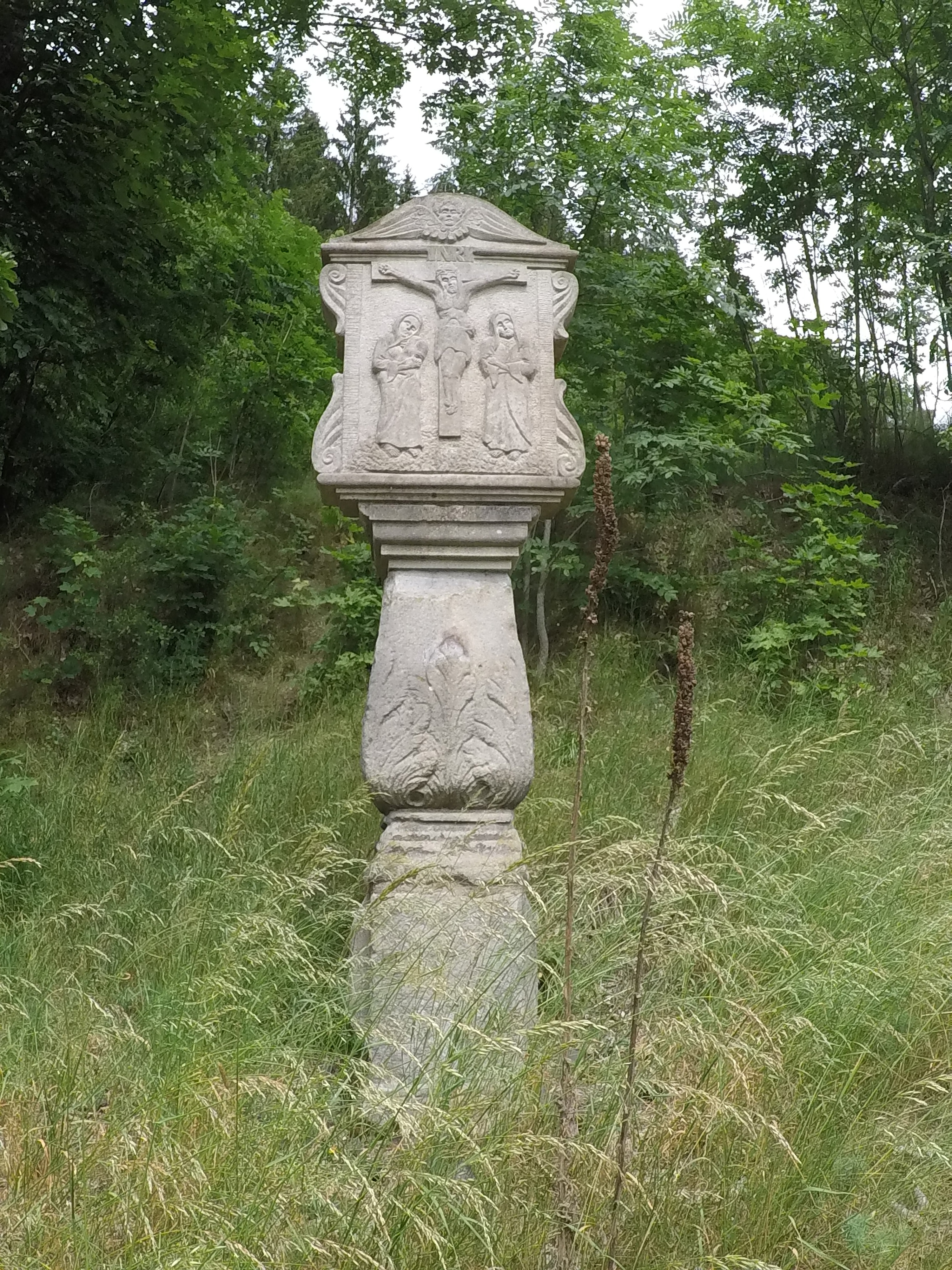
Bildstock

Kochsmühle (auch Tumbersmühle genannt) ist ein Gemeindeteil des Marktes Steinwiesen im Landkreis Kronach (Oberfranken, Bayern).

## Geographie
Die Einöde liegt am rechten Ufer der Rodach und an der Staatsstraße 2207, die der Rodach entlang zur Klingersmühle (0,4 km südwestlich) bzw. zur Löfflersmühle führt (0,3 km nordöstlich).

## Geschichte
Die Kochsmühle wurde in der ersten Hälfte des 19. Jahrhunderts auf dem Gemeindegebiet von Steinwiesen gegründet.

### Baudenkmal
- Bildstock

### Einwohnerentwicklung
| Jahr      | 001854 | 001861 | 001871 | 001885 | 001900 | 001925 | 001950 | 001961 | 001970 | 001987 |
| Einwohner |        | 6      | 4      | 9      | 6      | 3      | 1      | 4      | 0      | 1      |
| Häuser    | 1      |        |        | 1      | 1      | 1      | 1      | 1      |        | 1      |
| Quelle    | [ 2 ]  | [ 6 ]  | [ 7 ]  | [ 8 ]  | [ 9 ]  | [ 10 ] | [ 11 ] | [ 12 ] | [ 13 ] | [ 1 ]  |

## Religion
Der Ort ist römisch-katholisch geprägt und war ursprünglich nach Mariä Geburt (Steinwiesen) gepfarrt. Seit den 1950er Jahren sind die Katholiken in die Kuratie St. Michael (Nurn) gepfarrt.